# オーフス (小惑星)
オーフス（英語：2676 Aarhus）は小惑星帯に位置する小惑星。ハイデルベルク天文台でドイツの天文学者カール・ラインムートが発見した。
オーレ・レーマー天文台のあるデンマーク第二の都市オーフス (Århus) から命名された。